# Poroma
Poroma ist eine Ortschaft im Departamento Chuquisaca im südamerikanischen Anden-Staat Bolivien.

## Lage im Nahraum
Poroma ist zentraler Ort des Municipios Poroma in der Provinz Oropeza. Die Ortschaft liegt in einer wenig zugänglichen Bergregion auf einer Höhe von 2332 m am linken Ufer des Río Poroma, der im weiteren Verlauf über den Río Exaltación und Río San Pedro in den Río Grande führt. Die von Nordwesten nach Südosten verlaufenden Höhenzüge links und rechts des Río Poroma erreichen bei der Ortschaft Poroma Höhen von über 3200 m.

## Geographie
Poroma liegt am Nordostrand der Cordillera Central, das Klima ist semiarid und ein typisches Tageszeitenklima, bei dem die mittlere Temperaturschwankung im Tagesverlauf ausgeprägter ist als die jahreszeitliche Temperaturschwankung.
Die Durchschnittstemperatur der Region liegt bei gut 17 °C (siehe Klimadiagramm Poroma) und schwankt im Jahresverlauf zwischen knapp 14 °C im Juli und 19 °C von November bis Januar. Der Jahresniederschlag beträgt gut 600 mm, wobei die monatlichen Niederschläge in der halbjährigen Trockenzeit von April bis Oktober bei unter 30 mm liegen, während im Südsommer von Dezember bis Februar Monatswerte zwischen 120 und 150 mm erreicht werden.

## Verkehrsnetz
Poroma liegt in einer Entfernung von 98 Straßenkilometern nördlich von Sucre, der Hauptstadt des Departamentos.
Von Sucre aus führt eine unbefestigte Landstraße zwischen dem alten Flughafen im Westen und dem Dinosaurier-Park im Osten hindurch in nördlicher Richtung und bewegt sich in ihrem ersten Abschnitt streckenweise bis auf mehr als 3000 m. Nach vierzig Kilometern überquert sie auf einer Höhe von 2300 m den Río Maran Mayu und steigt in Serpentinen erneut auf eine Höhe von über 3000 m. Der Scheitelpunkt der Straße liegt zehn Kilometer vor Poroma bei mehr als 3200 m, so dass die Straße auf diesem letzten Teilabschnitt noch einmal einen Höhenunterschied von 900 m überwinden muss.

## Bevölkerung
Die Einwohnerzahl des Ortes ist in den vergangenen beiden Jahrzehnten auf ein Mehrfaches angestiegen:
| Jahr | Einwohner | Quelle       |
| ---- | --------- | ------------ |
| 1992 | 81        | Volkszählung |
| 2001 | 278       | Volkszählung |
| 2012 | 680       | Volkszählung |
| 2024 |           | Volkszählung |

In der Region lebt ein deutlicher Anteil indigener Bevölkerung, im Municipio Poroma sprechen 99,5 Prozent der Einwohner Quechua.